# Fernando Mendonça
Pour les articles homonymes, voir Mendonça.
Fernando Mendonça, de son nom complet Fernando Manuel de Mendonça Paulino est un footballeur portugais né le 15 octobre 1932 à Luanda en Angola portugais. Il évoluait au poste d'attaquant. 

## Biographie
Il est le frère des footballeurs Jorge Mendonça et Manuel Mendonça.
Fernando Mendonça commence sa carrière professionnelle au Juventude Évora en 1950. Durant deux saisons avec le club, il inscrit 9 buts en 15 matchs.
En 1952, il rejoint le Sporting avec lequel il joue 53 matchs de Primeira Liga et inscrit 20 buts jusqu'en 1955. Il participe également à la victoire en Coupe du Portugal et au championnat de Primeira Liga en 1953 et en 1954.
La saison suivante, il est transféré au SCU Torreense où il joue 23 matchs, marquant un seul but, avant de rejoindre le SC Braga en 1956. Pendant cinq saisons avec Braga, il devient un attaquant clé de l'équipe, inscrivant 50 buts en 115 rencontres.
En 1962, il s'essaie à une expérience internationale avec le Deportivo La Corogne en Espagne où il ne dispute que 3 rencontres sans marquer de buts.
Il termine sa carrière au FC Penafiel en 1966, où il joue 2 matchs et marque 1 but avant de prendre sa retraite du football professionnel.

## Palmarès
Sporting CP
- Championnat du Portugal : 
  - Champion : 1952-1953 et 1953-1954.

- Coupe du Portugal : 
  - Vainqueur : 1953-1954.